# Zájezdec
Zájezdec (en allemand : Sajestetz) est une commune du district de Chrudim, dans la région de Pardubice, en République tchèque. Sa population s'élevait à 104 habitants en 2022.

## Géographie
Zájezdec se trouve à 4 km au sud-sud-est du centre de Hrochův Týnec, à 10 km à l'est-sud-est de Chrudim, à 16 km au sud-est de Pardubice et à 108 km à l'est-sud-est de Prague.
La commune est limitée par Přestavlky au nord, par Rosice à l'est, par Řestoky au sud et au sud-ouest, et par Trojovice à l'ouest.

## Histoire
La première mention écrite de la localité date de 1318.

## Galerie

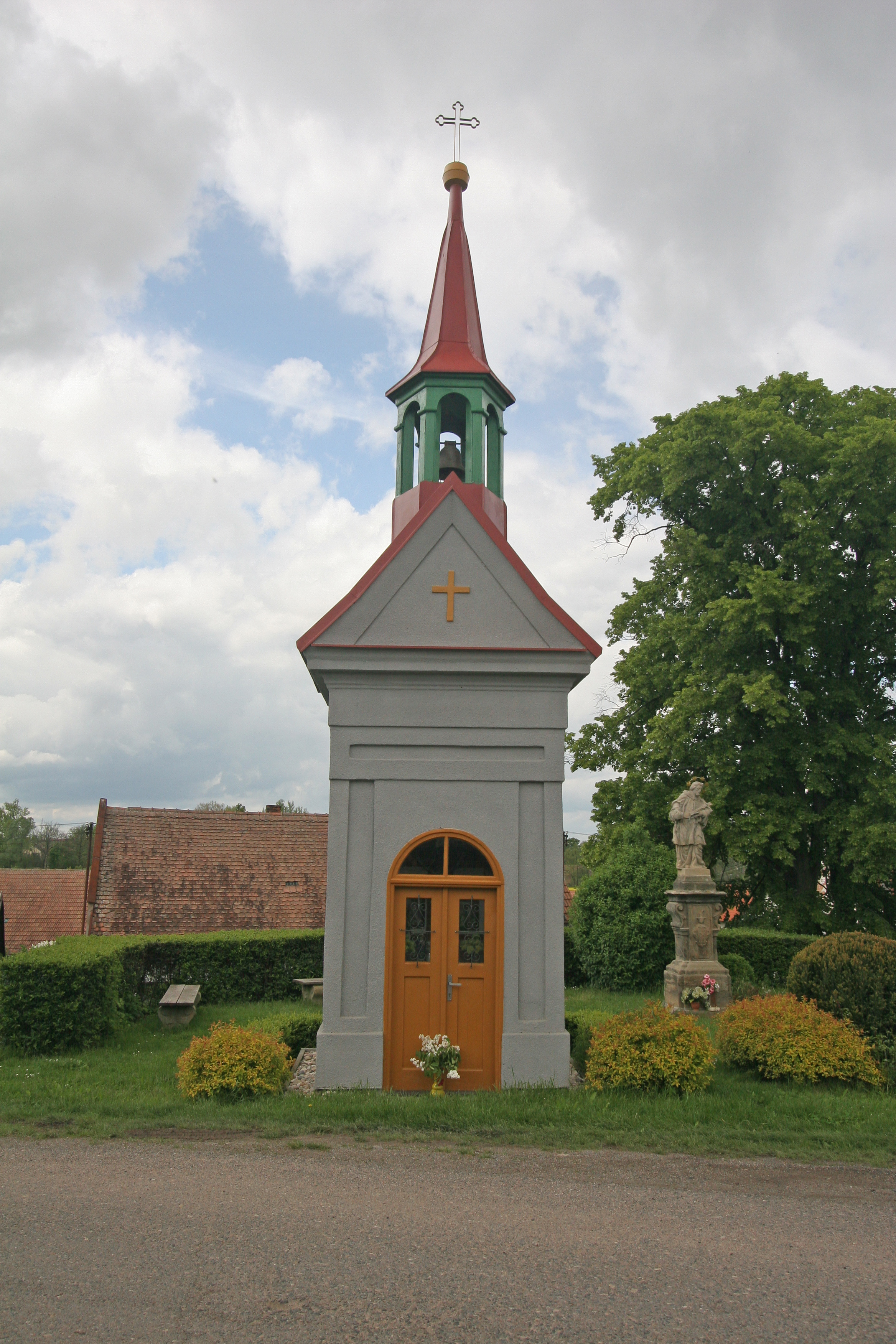
Zájezdec : clocher-tour
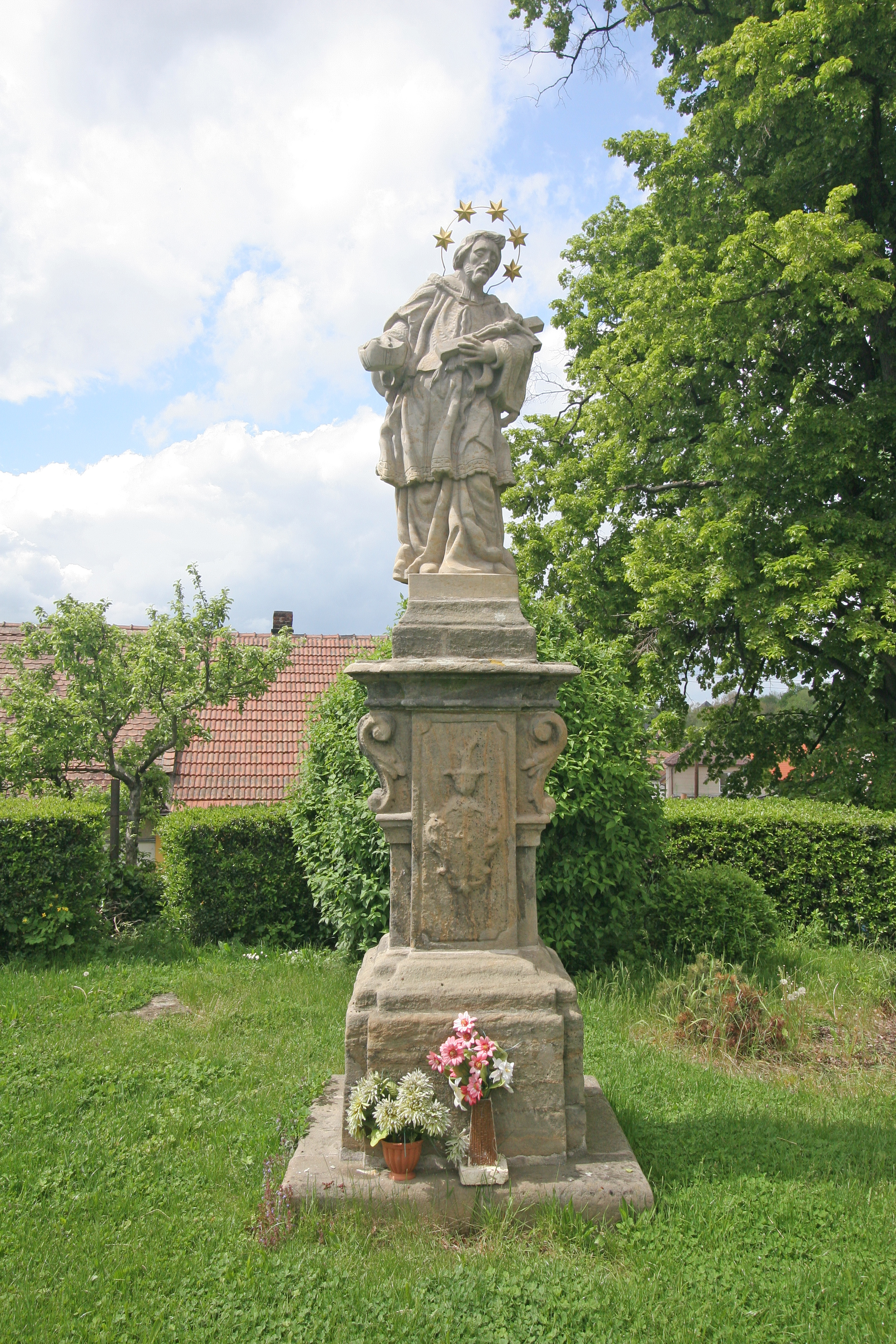
Statue de Saint-Jean-Népomucène.
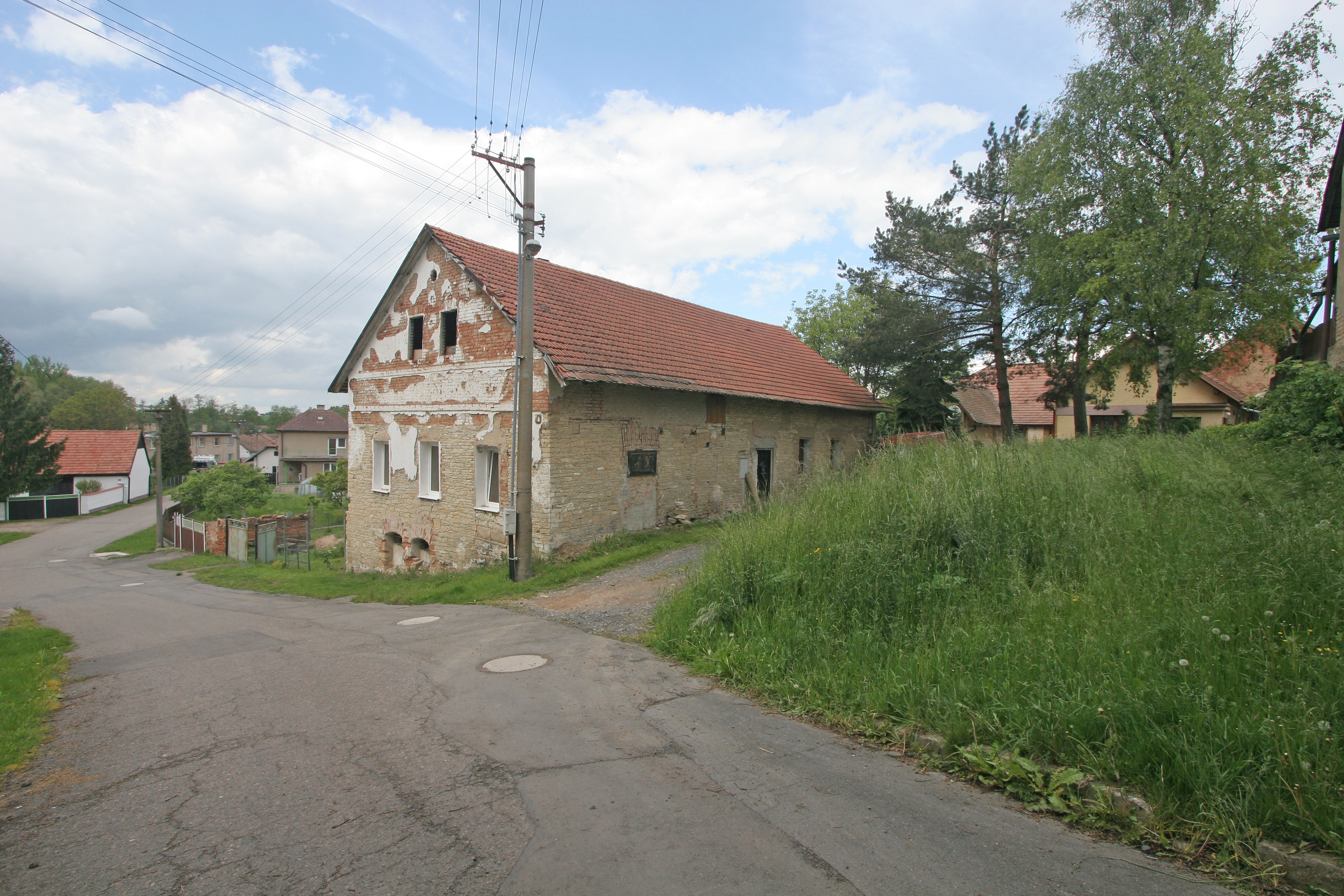
Maisonss à Zájezdec.

## Transports
Par la route, Zájezdec se trouve à 5 km de Chrast, à 12 km de Chrudim, à 19 km de Pardubice et à 134 km de Prague. 